# 2,3,3-Trimethylindolenin
2,3,3-Trimethylindolenin ist eine chemische Verbindung mit einem isomeren Indol-Gerüst (2H-Indol) und drei Methylgruppen als Substituenten. Die Synthese aus dem Phenylhydrazon des Methylisopropylketon (3-Methylbutanon) wurde 1898 von Giuseppe Plancher beschrieben.

## Darstellung
2,3,3-Trimethylindolenin erhält man durch eine Fischer-Indol-Synthese, indem man 3-Methylbutanon 1 mit Phenylhydrazin 2 zu dem Phenylhydrazon 3 umsetzt und anschließend unter Abspaltung von Ammoniak zu 4 cyclisiert.

## Verwendung
Durch Methylierung von 2,3,3-Trimethylindolenin 1 mit Dimethylsulfat 2 ist über das 1,2,3,3-Tetramethyl-3H-indolium-Salz 3 die Fischer-Base 4 zugänglich. Diese wiederum ist ein Ausgangsprodukt von Polymethinfarbstoffen.